# Nausicaä do Vale do Vento
Kaze no Tani no Naushika (風の谷のナウシカ, Kaze no Tani no Naushika, bra/prt: Nausicaä do Vale do Vento) é um filme de animação japonês de 1984 do escritor, diretor e ilustrador Hayao Miyazaki, baseado em um mangá de mesmo nome publicado em 1982 nas páginas da revista Animage pelo mesmo autor.
No Brasil, a Editora JBC anunciou a republicação do mangá para o ano de 2021.

## Sinopse
Mil anos após os 7 Dias de Fogo, um evento que destruiu a civilização humana e a maior parte do ecossistema da Terra. A humanidade se esforça em sobreviver neste mundo em ruínas, divididos em pequenas populações e impérios. Isolados um dos outros pelo Mar da Corrupção; uma floresta com plantas e insetos gigantes. Tudo nesta floresta é tóxico, incluindo o ar.
Nausicaä é a princesa do pequeno reino do Vale do Vento, que tenta compreender melhor estas florestas nocivas aos humanos, ao mesmo tempo que tenta salvar seu povo da ação belicosa dos reinos vizinhos.
A princesa Nausicaä é carismática, jovem e corajosa. Seu nome vem da princesa Nausicaä que ajudou Odisseu. Parte de sua personalidade veio do conto do folclore japonês A princesa que amava insetos.